# Stictoptera subobliquana
Stictoptera subobliquana là một loài bướm đêm trong họ Noctuidae.